# محمود فرهمند
محمود فرهمند (زادهٔ ۱۳ فروردین ۱۳۳۵) موسیقی‌دان و نوازندهٔ تمبک اهل ایران است.

## زندگی‌نامه
محمود فرهمند بافی در ۱۳ فروردین ۱۳۳۵ ه.ش در تهران متولد شد. او از ۱۰ یا ۱۲ سالگی به نقاشی و موسیقی به ویژه ریتم گرایش پیدا کرد و در سال ۱۳۴۷ به کمک کامران داروغه به کلاس امیرناصر افتتاح راه یافت و نواختن تمبک را نزد وی فراگرفت. او تدریس و نوازندگی در گروه‌های مختلف موسیقی را از همان زمان آغاز کرد. فرهمند در زمان دانشجویی به استخدام رادیو و تلویزیون درآمد. آموزش موسیقی به کودکان، نخستین مسئولیت وی در این رسانه بود. او پس از مدتی به کرمانشاه منتقل شد و به عنوان مسئول کارگاه موسیقی و آموزش موسیقی به کودکان مشغول به‌کار شد. او همچنین در زمینهٔ سازسازی نیز به فعالیت پرداخت.
فرهمند در سال ۱۳۵۲ با ارکستر انجمن ژونس موزیکال ایران همکاری خود را آغاز کرد و از سال ۱۳۵۳ با مرکز حفظ و اشاعه موسیقی صدا و سیما به همکاری پرداخت. محمود فرهمند چندین سال همکاری با ارکستر سمفونیک تهران، ارکستر ملی، صدا و سیما، سه دوره حضور در جشن هنر شیراز و چندین اجرا در دانشکده هنرهای زیبا و کارگاه نمایش با حسین علیزاده و پرویز مشکاتیان را در کارنامه هنری خود دارد. او با موسیقی‌دانانی همچون: علی اکبرخان شهنازی، جلیل شهناز، پرویز یاحقی، اصغر بهاری، فرامرز پایور، فرهاد فخرالدینی، محمدرضا شجریان و … همکاری داشته‌است. نوید افقه از جمله شاگردان وی بوده‌است. او در بیست و یکمین جشنواره بین‌المللی موسیقی فجر در سال ۱۳۸۴ مورد تقدیر قرار گرفت.

## فعالیت‌های هنری
از جمله فعالیت‌های هنری محمود فرهمند، می‌توان به موارد زیر اشاره کرد:
- نوازندگی در ارکستر ژونس موزیکال ایران، تدریس در مرکز حفظ و اشاعه موسیقی، نوازندگی همراه با ارکستر سمفونیک تهران، نوازندگی در ارکستر ملی، نوازندگی در جشن هنر شیراز، همکاری با گروه‌های مختلف موسیقی همچون: عارف، مولانا، درویش، صبا، همایون، ارغنون و گروه فرامرز پایور

## آثار
محمود فرهمند در اجرای قطعات موسیقی در سبک‌های مختلف حضور داشته‌است که از آن میان به آلبوم‌های موسیقی زیر می‌توان اشاره نمود:
- همراز من - عبدالحسین خاکسار
- مقام صبر - علیرضا افتخاری
- تنها ماندم به آهنگسازی همایون خرم، تنظیم کامبیز روشن‌روان به خوانندگی محمد اصفهانی[۷][۸]
- گلریزان - محمدعلی کیانی نژاد
- کنسرت صوتی گلپونه‌ها - ایرج بسطامی
- مرغ حق - کاوه دیلمی
- شکوفه‌های جاویدان - شاپور رحیمی
- ناله دشت - بهزاد فروهری
- چتر عشق - انوش جهانشاهی
- تکنوازی تار ماهور و سه گاه - داریوش پیرنیاکان
- جاودانه با عشق - محمد نوری
- سایه‌های سبز - سالار عقیلی
- عشق و مستی - حسام الدین سراج
- قصه گیسو - حسام الدین سراج
- خزان و آرزو - ایرج بسطامی
- گل و نی - حسن ناهید
- شا‌ختایی - مرتضی گودرزی
- نغمه و نی - مسعود جاهد
- آوای روستا - حوروش خلیلی
- نوای غربت - رضوی سروستانی
- ای عاشقان با صدای علیرضا براتیان